# 세첸칸부
세첸칸부(ᠰᠡᠴᠡᠨ ᠬᠠᠨ ᠠᠶᠢᠮᠠᠭ，키릴 문자:Сэцэн хан аймаг, 車臣汗部, 徹辰汗部) 혹은 외할하 동로(外喀爾喀東路)는 북원 타타르 왕조의 외몽골 외할하부의 극동부에 위치한 몽골 부락의 하나였다. 항가이산맥 외곽과 고비 사막 일대에 거주하였다. 자사그투칸부, 투시예드 칸부, 사인노얀부, 코토고이드부 알탄 칸부 등과 함께 외할하를 구성하는 주요 부락(아이마그)이었다. 북으로는 러시아와 동으로는 여진족과 서쪽으로는 투시예드 칸부와 접하였다. 북원이 청나라에 항복한 뒤에도 다른 외몽골 부락과 함께 독자적으로 존속하였으나, 1697년 자오모도 전투에서 외몽골 5개 칸부가 청나라군에 패하면서 형식적으로 청나라의 종주권을 받아들였다. 1911년 폐지되었다.
몽골 다얀 칸의 11남 게레센제 잘랄의 넷째 아들인 아민두팔의 아들 수루이가 세첸칸이라 자처한 것에서 유래한 부락명이다. 1635년 청나라 태종 홍타이지에게 항복했고, 이후 1911년까지 청나라에 소속되었으며 1923년 해체되었다.